# Blue Weaver
Blue Weaver (narozen jako Derek John Weaver, 11. března 1947 v Cardiffu, Wales) je britský hráč na klávesy, skladatel a hudební producent.
Byl zakládajícím členem skupiny Amen Corner a jejich následníků Fair Weather. Blue Weaver nahradil ve Strawbs Ricka Wakemana, který odešel do skupiny Yes, od Strawbs pak Weaver odešel v roce 1975 do skupiny Bee Gees, kde zůstal pět let. Měl úspěšnou kariéru jako studiový hráč, kdy hrál se skupinami jako Mott the Hoople a Pet Shop Boys. Složil hudbu k filmu Times Square.
V současnosti (2007), je ředitelem „The MPG“ - The Music Producers Guild.